# فينتر (بحيرة)
بحيرة فينتر (بالإسبانية: Lago Vintter) في الأرجنتين أو بحيرة بالينا في تشيلي، هي بحيرة تقع في إقليم باتاغونيا المشترك بين الأرجنتين وتشيلي.
الاسم الأرجنتيني وفق الجنرال لورنزو فينتر، الحاكم الثاني لإقليم باتاغونيا الأرجنتيني وأول حاكم لإقليم ريو نيغرو.
وتشتهر بحيرة فينتر بصيد سمك السلمون المرقط وسمك التراوت.